# David Špec - Jezernik
David Špec - Jezernik, slovenski trobentar.
Po končani nižji glasbeni šoli v Trbovljah in Srednji glasbeni šoli v Ljubljani pri prof. Stanku Praprotniku nadaljeval študij na Akademiji za glasbo v Ljubljani pri prof. Antonu Grčarju ter v januarju 1993 leta z odliko diplomiral na oddelku za pihala in trobila.
Zaposlen  je v Simfoničnem orkestru RTV Slovenija kot drugi solist-trobentar in je profesor za trobento na srednji stopnji v Glasbeni šoli Fran Korun Koželjski v Velenju.
Že kot dijak in študent Akademije za glasbo je prejel vrsto nagrad na republiških in jugoslovanskih tekmovanjih. Solistično je nastopil z orkestrom Akademije za glasbo, Simfoničnim orkestrom RTV Slovenija, orkestrom opere in baleta SNG Maribor, leta 1988 je sodeloval v orkestru Alpe-Adria kot prvi trobentar. 
Od 1994 do 1998 leta se je izpopolnjeval na konservatoriju v Wurzburgu pri prof. Richardu Steuartu. 10 let je bil član Ljubljanskega kvinteta trobil, solistično pa je nastopil s trobentači kot so Richard Steuart (Kanada) in Ole Edvard Antonsen (Norveška), za sabo ima tudi solistične nastope po Sloveniji ob spremljavi orgel in nekaterih pihalnih godb iz Slovenije.
V maju 2004 je končal podiplomski študij  pri prof. Stanku Arnoldu na Akademiji za glasbo v Ljubljani.